# Imre Garaba
Imre Garaba (Vác, 29 de juliol de 1958) és un antic futbolista hongarès de la dècada de 1990 i entrenador.
Fou internacional amb la selecció d'Hongria, amb la qual disputà la Copa del Món de futbol de 1982 i la Copa del Món de futbol de 1986.
Va ser jugador de Budapest Honvéd, Stade Rennais FC i Charleroi.